# Cytherocopina
Cytherocopina – podrząd małżoraczków z podgromady Podocopa i rzędu Podocopida.
Małżoraczki o bardzo silnie zróżnicowanych kształtach karapaksów. Klapy często o ornamentowanych powierzchniach; lewa zwykle nieco nachodzi na prawą. Zamki wyspecjalizowane, mogą różnego typu. Odciski mięśni zwieraczów są małe i układają się po cztery, rzadko pięć w poziomy rządek. Rzadko niektóre z nich mogą być rozwidlone. Druga para czułków ma egzopodit przekształcony w pustą, kolcowatą szczecinę, połączoną z gruczołem przędnym. Przydatki piątej, szóstej i siódmej pary lokomotoryczne, służące kroczeniu. Dwie drobne szczecinki stanowią pozostałość zredukowanej furki. Zwykle nie ma możliwości identyfikacji zawartości jelita jak u Bairdiocopina. Jądra i jajniki nie wchodzą do jamy międzyblaszkowej klap karapaksu. Zwapniała blaszka wewnętrzna (lamella) stosunkowo szeroka. U samców występuje para szczoteczkowatych organów, brak natomiast narządu Zenkera.
Rozprzestrzenione kosmopolitycznie. Zasiedlają wszelkie siedliska wodne, szczególnie przeważają w wodach słonawych, na równiach pływowych i sublitoralu.
Należy tu ponad 90% gatunków współcześnie żyjących małżoraczków. Dzieli się je na dwie nadrodziny:
- Cytheroidea Baird, 1850
- Terrestricytheroidea Schornikov, 1969